# إنريكيو
إنريكيّو (بالإسبانية: Enriquillo)‏ هو زعيم من زعماء قبائل التاينو. تزعم الثورة ضد الإسبان بين عامي 1519 و1533، ويُنظر إليه في جمهورية الدومنيكان الحالية كواحد من أبطال مقاومة السكان الأصليين لمنطقة الكاريبي ضد الاحتلال الإسباني. تعاطف معه الراهب الدومنيكاني بارتولومي دي لاس كاساس في كتاباته المنتقدة لممارسات الإسبان الوحشية ضد السكان الأصليين.
قُتل أبوه ـ وثمانون آخرون من الزعماء المحليين ـ أثناء مشاركتهم في مفاوضات سلام مع الإسبان، حيث أضرم الجنود الإسبان النار في دار الاجتماع وقاموا بقتل كل من حاول الفرار من الحريق. نُقل إنريكيو عقب ذلك إلى دير في سانتو دومينغو، حيث تلقى تعليمه على أيدي رهبان كان منهم بارتولومي دي لاس كاساس.